# Георг Фрідріх Шмідт
Георг Фрідріх Шмідт (нім. Georg Friedrich Schmidt; 1712, Берлін — 1775, Берлін) — німецький гравер на міді.
1744 року був обраний членом Паризької академії мистецтв. У 1757 році прусський король направив його на 5 років у Санкт-Петербург для роботи у гравіювальному класі при Академії наук. У 1759 році очолив при створеній Академії мистецтв гравіювальний клас. По закінченню контракту повернувся до Берліна. у 1765 році був заочно вибраний членом петербурзької Академія мистецтв.
У Державному історичному музеї Російської Федерації зберігається портрет Кирила Григоровича Розумовського в образі гетьмана, виконаний ним у 1762 році з копії картини Токе (Токке) Луі.